# Battaglia di Borgoforte (1866)
La battaglia di Borgoforte, anche nota come battaglia di Borgoforte e Motteggiana, consistette nell'assedio e nella presa dell'omonima localitá da parte degli italiani a principio dell'avanzata del generale Cialdini durante la terza guerra di indipendenza.

## Contesto
A seguito della battaglia di Custoza (1866), La Marmora e Cialdini si incontrarono il 29 giugno per decidere nuove operazioni. Cialdini decise essere venuto il momento di passare il Po e di espugnare la testa di ponte strategica degli austriaci a Borgoforte (sul fiume, 10 km a sud di Mantova). L'assedio iniziò il 5 luglio.

## Svolgimento
La testa di ponte austriaca era costituita da Forte Centrale (Borgoforte), Forte Noyon a Motteggiana, Forte Bocca di Ganda e Forte Rocchetta. 
Cialdini incaricò il generale Nunziante, duca di Mignano, dell'assedio di Borgoforte.  Questi, con a disposizione 74 cannoni, iniziò l'assedio regolare il 9 luglio. Il giorno dopo spinse un forte posto sulla riva settentrionale del canale di Zara contro il forte di Motteggiana. Sotto la protezione di questo distaccamento si intraprese l'erezione di otto batterie sugli argini delle due rive del canale di Zara.
All'alba del 17 luglio, le batterie italiane cominciarono un fuoco violento che vinceva la mattina il forte di Motteggiana e verso sera i forti Rocchetta e Bocca di Ganda. Il presidio austriaco abbandonò la sua posizione nella notte tra il 17 e il 18, ritirandosi a Mantova. Gli italiani occuparono Borgoforte, impadronendosi dei magazzini e di una settantina di cannoni.

## Conseguenze
Cialdini intanto aveva riunito intorno a Padova alcune divisioni; espugnata Borgoforte, il 19 luglio cominciò il suo movimento in avanti oltre Padova. 